# Шён, Сабольч
Сабольч Гергё Шён (венг. Schön Szabolcs Gergő; 27 сентября 2000, Будапешт) — венгерский футболист, левый вингер клуба «Болтон Уондерерс» и сборной Венгрии.

## Карьера

### Клубная карьера
Шён — воспитанник клуба «Будапешт Гонвед». Находился в системе клуба с 2009 года.
В январе 2017 года Шён присоединился к нидерландскому «Аяксу», подписав контракт до лета 2019 года. Выступал за юношеские команды «Аякса». 17 сентября 2018 года дебютировал за «Йонг Аякс» в Эрсте дивизи в матче против «Хелмонд Спорта». 31 января 2019 года контракт Шёна с «Аяксом» был расторгнут по взаимному согласию сторон.
4 февраля 2019 года Шён подписал контракт с клубом «МТК Будапешт». В чемпионате Венгрии дебютировал 9 февраля 2019 года в матче против «Мезёкёвешда», выйдя на замену перед финальным свистком вместо Патрика Ваша. 28 августа 2019 года в матче второго дивизиона, куда МТК опускался на один сезон, против «Айки» он забил свой первый гол в профессиональной карьере. 15 июля 2020 года Шён продлил контракт с МТК до лета 2024 года. 28 августа 2020 года в матче против «Диошдьёра» забил свой первый гол в чемпионате Венгрии. По итогам сезона 2020/21 был назван лучшим игроком чемпионата в возрасте до 21 года по версии Организации профессиональных футболистов.
7 апреля 2021 года Шён перешёл в клуб MLS «Даллас», подписав трёхлетний контракт с опцией продления ещё на два года. По сведениям венгерской прессы сумма трансфера составила около €1,2 млн. В американской лиге он дебютировал 8 мая 2021 года в техасском дерби против «Хьюстон Динамо», выйдя на замену на 66-й минуте вместо Таннера Тессманна.
26 августа 2022 года Шён вернулся играть на родину, перейдя в «МОЛ Фехервар». Игрок подписал с клубом контракт до лета 2025 года. За «Фехервар» дебютировал 31 августа 2022 года в матче против «Кечкемета», заменив на 67-й минуте Клаудиу Бумбу.

### Международная карьера
Шён выступал за различные юношеские и молодёжные сборные Венгрии. В составе сборной Венгрии до 17 лет принимал участие в юношеском чемпионате Европы 2017.
Шён был включён в состав сборной Венгрии на чемпионат Европы 2020. 8 июня 2021 года в товарищеском матче со сборной Ирландии, последней контрольной встрече перед Евро 2020, дебютировал за сборную Венгрии, выйдя на замену на 88-й минуте вместо Адама Салаи.

## Достижения
Индивидуальные
- Лучший молодой игрок чемпионата Венгрии по версии Организации профессиональных футболистов: 2020/21

## Статистика
| Выступление      | Выступление      | Выступление      | Лига | Лига | Кубок | Кубок | Континент. | Континент. | Прочие | Прочие | Итого | Итого |
| Клуб             | Лига             | Сезон            | Игры | Голы | Игры  | Голы  | Игры       | Голы       | Игры   | Голы   | Игры  | Голы  |
| ---------------- | ---------------- | ---------------- | ---- | ---- | ----- | ----- | ---------- | ---------- | ------ | ------ | ----- | ----- |
| Йонг Аякс        | Эрсте дивизи     | 2018/19          | 1    | 0    | —     | —     | —          | —          | —      | —      | 1     | 0     |
| Йонг Аякс        | Итого            | Итого            | 1    | 0    | —     | —     | —          | —          | —      | —      | 1     | 0     |
| МТК Будапешт     | NB I             | 2018/19          | 5    | 0    | —     | —     | —          | —          | —      | —      | 5     | 0     |
| МТК Будапешт     | NB II            | 2019/20          | 17   | 4    | 7     | 1     | —          | —          | —      | —      | 24    | 5     |
| МТК Будапешт     | NB I             | 2020/21          | 27   | 9    | 6     | 2     | —          | —          | —      | —      | 33    | 11    |
| МТК Будапешт     | Итого            | Итого            | 49   | 13   | 13    | 3     | —          | —          | —      | —      | 62    | 16    |
| Даллас           | MLS              | 2021             | 24   | 0    | —     | —     | —          | —          | —      | —      | 24    | 0     |
| Даллас           | MLS              | 2022             | 0    | 0    | 2     | 0     | —          | —          | —      | —      | 2     | 0     |
| Даллас           | Итого            | Итого            | 24   | 0    | 2     | 0     | —          | —          | —      | —      | 26    | 0     |
| МОЛ Фехервар     | NB I             | 2022/23          | 2    | 0    | —     | —     | —          | —          | —      | —      | 2     | 0     |
| МОЛ Фехервар     | Итого            | Итого            | 2    | 0    | —     | —     | —          | —          | —      | —      | 2     | 0     |
| Всего за карьеру | Всего за карьеру | Всего за карьеру | 76   | 13   | 15    | 3     | —          | —          | —      | —      | 91    | 16    |